# Пили
Пили (на гръцки: Πύλη) е дем в ном Трикала, Тесалия. Пили е гръцкото име на района, което значи Винен. Административен център е едноименното село, което се намира в тесалийската равнина пред Пинд. То се намира на 18 км западно от Трикала и южно от масива Козяк на входа до началото на дефилето и по естествения път свързващ Трикала с Арта, т.е. Тесалия с Амбракия. Южно от Пили се намира Аграфа.
Реката Портайко, приток на Пеней, протича през дефилето на Пили. Основен поминък на жителите на Пили са земеделието и животновъдството. Пили винаги е бил основен търговски център на околните селища и е богат с исторически паметници и красива природа.
Най-известният историко-културен паметник на Пили е манастира „Порта Панагия“, издигнат през 1283 г. от Йоан I Дука. По османско време Пили е част от Османска Тесалия и по-точно от Северна Тесалия. В началото на 19 век попада под властта на Али паша Янински. Присъединен е към кралство Гърция по време на Балканската война.